# Dorcatoma serra
Dorcatoma serra là một loài bọ cánh cứng thuộc chi Dorcatoma trong họ Ptinidae.